# Yu-Gi-Oh!: Bonds Beyond Time
Yu-Gi-Oh! Bonds Beyond Time (劇場版 遊☆戯☆王 〜超融合!時空を越えた絆〜 Gekijōban Yū-Gi-Ō! Chō-Yūgō! Toki o Koeta Kizuna?), este un film 3D animat fantezie științifică film de acțiune din 2010, bazat pe Yu-Gi-Oh!. A fost produs pentru a sărbători cea de-a zecea aniversare a seriei produse de Nihon Ad Systems, Yu-Gi-Oh! Duel Monsters și prezintă personajele principale din seria anime originale Yu-Gi-Oh!, Yu-Gi-Oh! GX și Yu-Gi-Oh! 5D's.
A fost lansat în cinematografele japoneze pe 23 ianuarie 2010. O versiune în limba engleză a filmului a fost produsă de 4Kids Entertainment. Dezvoltatorul și distribuitorul de cinema digital Cinedigm a proiectat filmul în cinematografe 3D stereoscopice selectate din Statele Unite. În Regatul Unit, Manga Entertainment a lansat filmul în cinematografe 3D stereoscopice selectate și a urmat cu o lansare Blu-ray 3D și DVD. Filmul a fost lansat și în Statele Unite pe Blu-ray și DVD.
Filmul a câștigat peste US$2 milioane în cinematografele japoneze și s-a vândut bine și pe DVD, atât în Japonia, cât și în Regatul Unit. Cu toate acestea, criticii de film l-au criticat pentru aria sa limitată de audiență, susținând că a fost strict comercializat copiilor sau fanilor serialului.